# Dionycha
Dionycha là chi thực vật có hoa trong họ Mua.